# Université en Italie
Les universités italiennes font partie de la forte tradition universitaire et académique de ce pays, où semble être née la première université au monde, celle de Bologne.

## Histoire des premières universités
Au XIIe siècle, l'église catholique romaine était devenue un des principaux centres intellectuel, spirituel et culturel du monde. Ce fut notamment le résultat de la réappropriation du bagage culturel laissé en héritage par le monde antique, surtout par l'intermédiaire du monde arabe. Débutèrent alors des lectiones magistralis au cours desquelles se discutait surtout la philosophie aristotélicienne. Ces leçons se répandirent en Europe et leur fréquentation nécessita bientôt règlements et protection par des bulles impériales et papales.
À Bologne, lors de la formalisation d'un de ces premiers noyaux universitaires, naît ainsi l'Alma mater studiorum (qui est depuis 2000, l'appellation officielle de l'Université de Bologne). Sa date de fondation n'est pas certaine, mais la date de 1088, a été choisie par convention par un comité d'historiens pour pouvoir en fêter le 800e anniversaire. La première date certaine est celle de 1158, lorsque Frédéric Barberousse promulgue la constitutio habita qui donne l'indépendance à l'université bolonaise. La présence nombreuse d'étudiants étrangers à Bologne conduit à la création d'associations, appelées justement universitates, créées par les étudiants pour protéger leurs droits. Apparaissent ainsi deux universitates, celles des citramontani (les Italiens) et celle des ultramontani (les Transalpins, au sens italien du terme). Avec l'augmentation du nombre d'étudiants se produit une subdivision en nationes (Romains, Campaniens, Toscans, Lombards), puis en subnationes. Ces dernières étaient au nombre de 17 au XIIe siècle pour les Italiens et 14 pour les Ultramontains.
Avant la fondation de l'université de Bologne, il existait à Salerne depuis au moins cinquante ans, une Ippocratica Schola medica salernitana, donc plus ancienne que l'Université de Bologne, dont la réputation était grande mais qui eut une vie plus discontinue de celle de Bologne. Selon certains historiens enfin, l'Université de Pavie serait encore plus ancienne, puisque fondée à partir d'une chaire de droit existant depuis plus de 200 ans auparavant. Une université créée de toutes pièces a été fondée à Naples en 1224, par la volonté de Frédéric II (d'où son nom actuel depuis 1987). Peu de temps avant, naît l'Université de Padoue (1222), à partir d'un studium qui avait dû quitter Vicence après des incidents avec les autorités locales.  Au fil des décennies, plusieurs universités ont été fondées pour fonctionner doivent être autorisées par le MIUR.

## Liste actualisée
- Voir Liste des universités d'Italie.